# Musculi lumbricales pedis
De musculi lumbricales pedis zijn een viertal skeletspieren in de voetzool die hun oorsprong hebben aan de pees van de musculus flexor digitorum longus. Ze worden genummerd vanaf de mediale zijde van de voet.  De spiertjes hebben insertie aan de proximale falangen van de tenen via de pezen van de musculus extensor digitorum longus. De spiertjes laten het buitenste gewricht strekken terwijl het metatarsale gewricht buigt.
Overeenkomstige spieren in de hand zijn de musculi lumbricales manus.